# Quai du Marché-Neuf-Maurice-Grimaud
Le quai du Marché-Neuf-Maurice-Grimaud est une voie du 4e arrondissement de Paris.

## Situation et accès
Le quai est situé le long de la Seine, sur l’île de la Cité.
Ce site est desservi par la station de métro Cité. Un des accès, situé au nord-est du parvis Notre-Dame - place Jean-Paul-II, à la gare Saint-Michel - Notre-Dame, sur la ligne B du RER, en est tout proche.

## Origine du nom
Ce quai est ainsi nommé car il occupe l'emplacement de l'ancien Marché Neuf.
Son second nom porte le nom du haut fonctionnaire français, Maurice Grimaud (1913-2009), qui était préfet de Police de Paris lors des événements de Mai 68,.

## Historique
Ce quai recouvre une ancienne rue qui porta le nom « rue de l'Orberie » ou de « rue de l'Herberie ». Elle est ensuite appelée « rue du Marché-Neuf ».
Elle est citée sous le nom de « Le Marché neuf » dans un manuscrit de 1636.
En 1769, des lettres-patentes rédigées par Louis XV prescrivent la destruction des maisons situées sur le pont Saint-Michel et sur les bords de Seine du côté du Marché-Neuf. L'opération n'est cependant pas réalisée. En 1807, un décret prévoit à nouveau la démolition des immeubles. L'opération est réalisée en 1808.
En 1804, le préfet de police Louis Nicolas Dubois y fit aménager la morgue du quai du Marché-Neuf au no 21, avant que celle-ci soit déménagée un peu plus loin, sur le site de l’actuel square de l'Île-de-France par le baron Haussmann en 1864. La morgue, devenue l'institut médico-légal de Paris, sera ensuite transférée en 1914 sur le quai de la Rapée.
Vers 1840, la partie de la rue du Marché-Neuf longeant la Seine est renommée « quai du Marché-Neuf ».
Le marché qui s'y tenait disparut vers 1854.
En 1851, le prolongement du quai jusqu'à la rue de la Cité est déclaré d'utilité publique. Dans les années 1860, l'ensemble des maisons de la rue est rasé pour permettre la construction des bâtiments de la préfecture de police de Paris.
Le 27 juin 1918, durant la Première Guerre mondiale, une bombe explose dans la Seine à hauteur du « quai du Marché-Neuf » lors d'un raid effectué par des avions allemands.
Par un arrêté municipal de 2018 le « quai du Marché-Neuf » prend le nom de quai du Marché-Neuf-Maurice-Grimaud,.

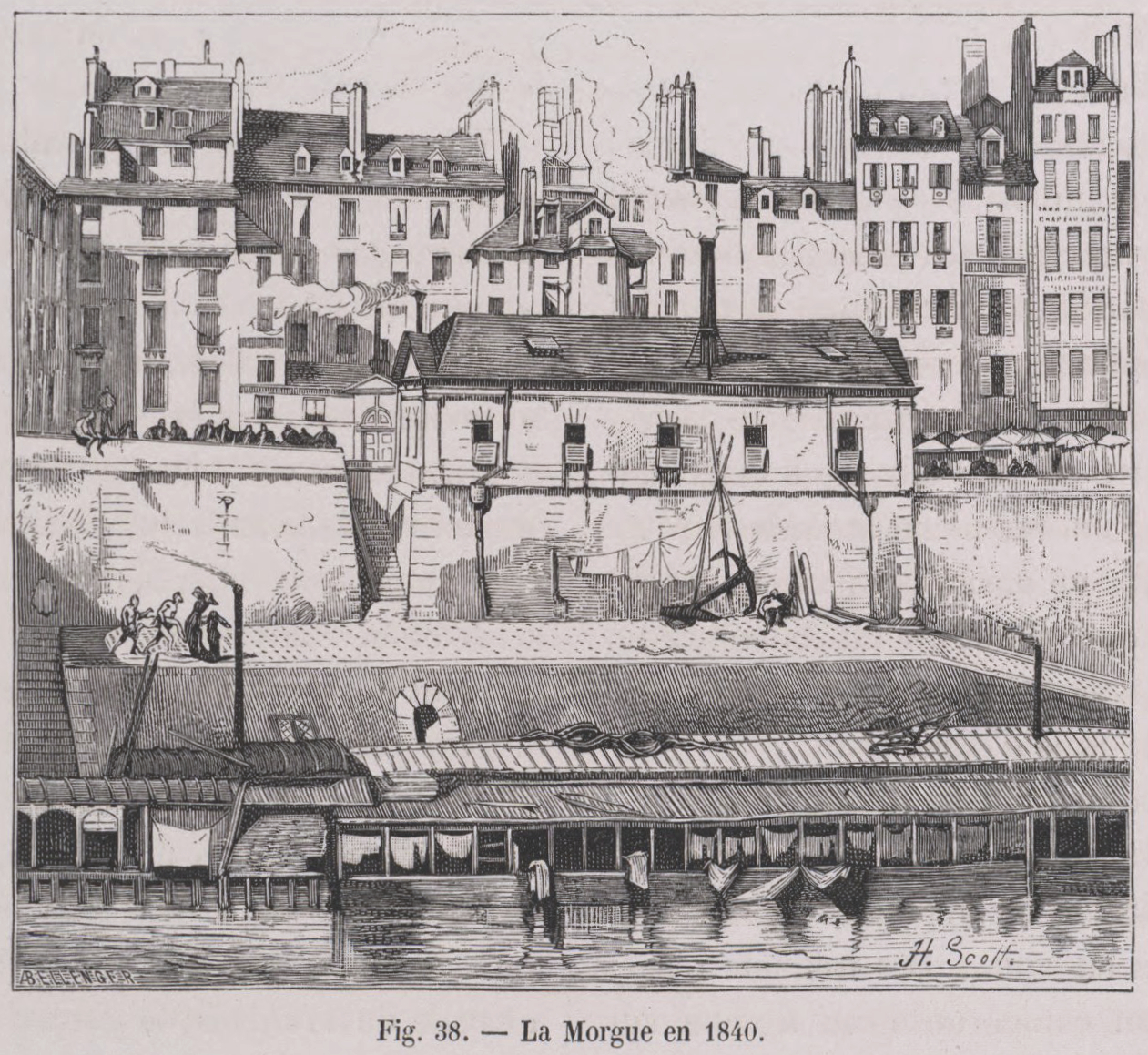
La morgue sur le quai en 1840.
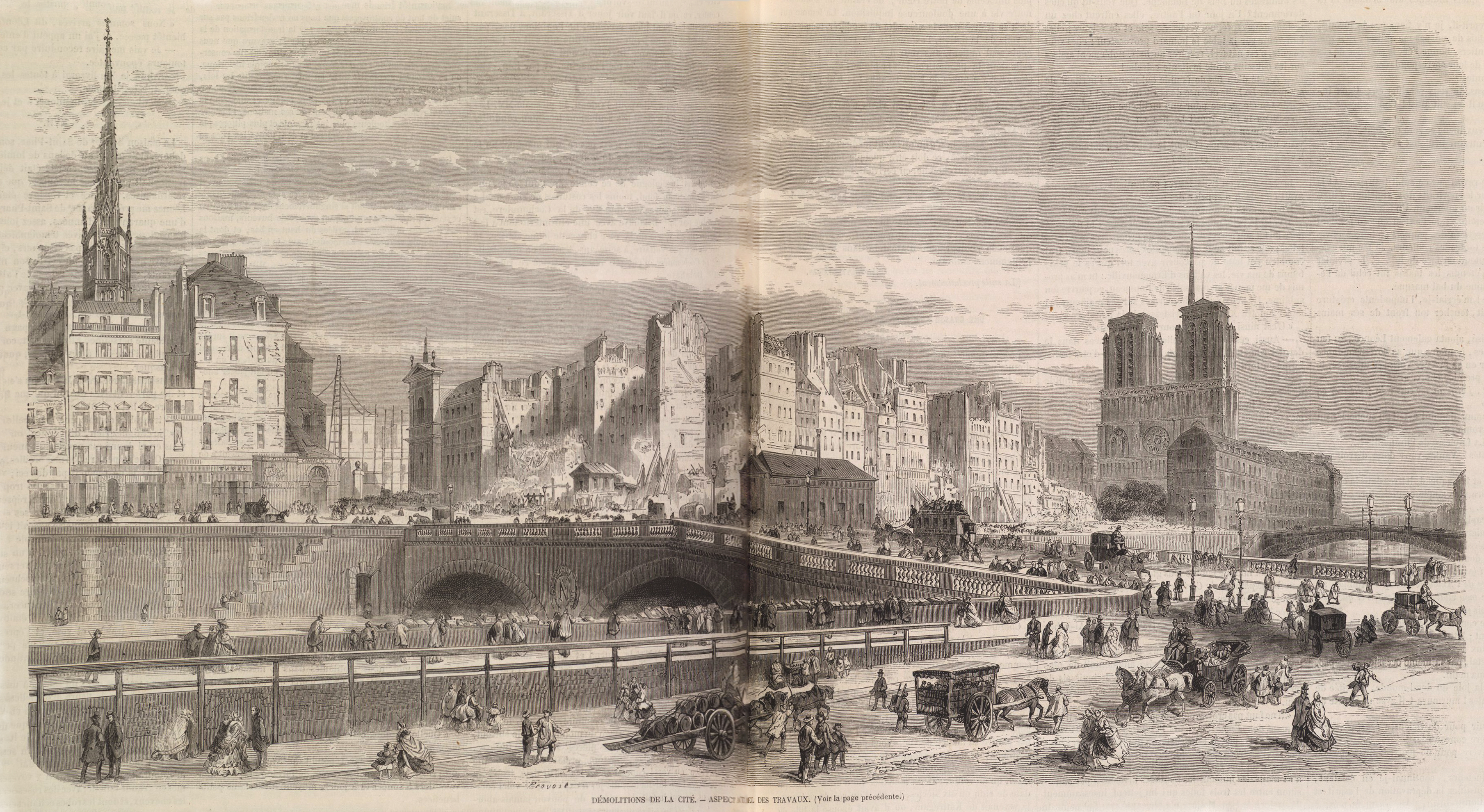
Aspect du quai en 1862, avant la démolition des maisons qui laissèrent leur place à la préfecture de police de Paris.
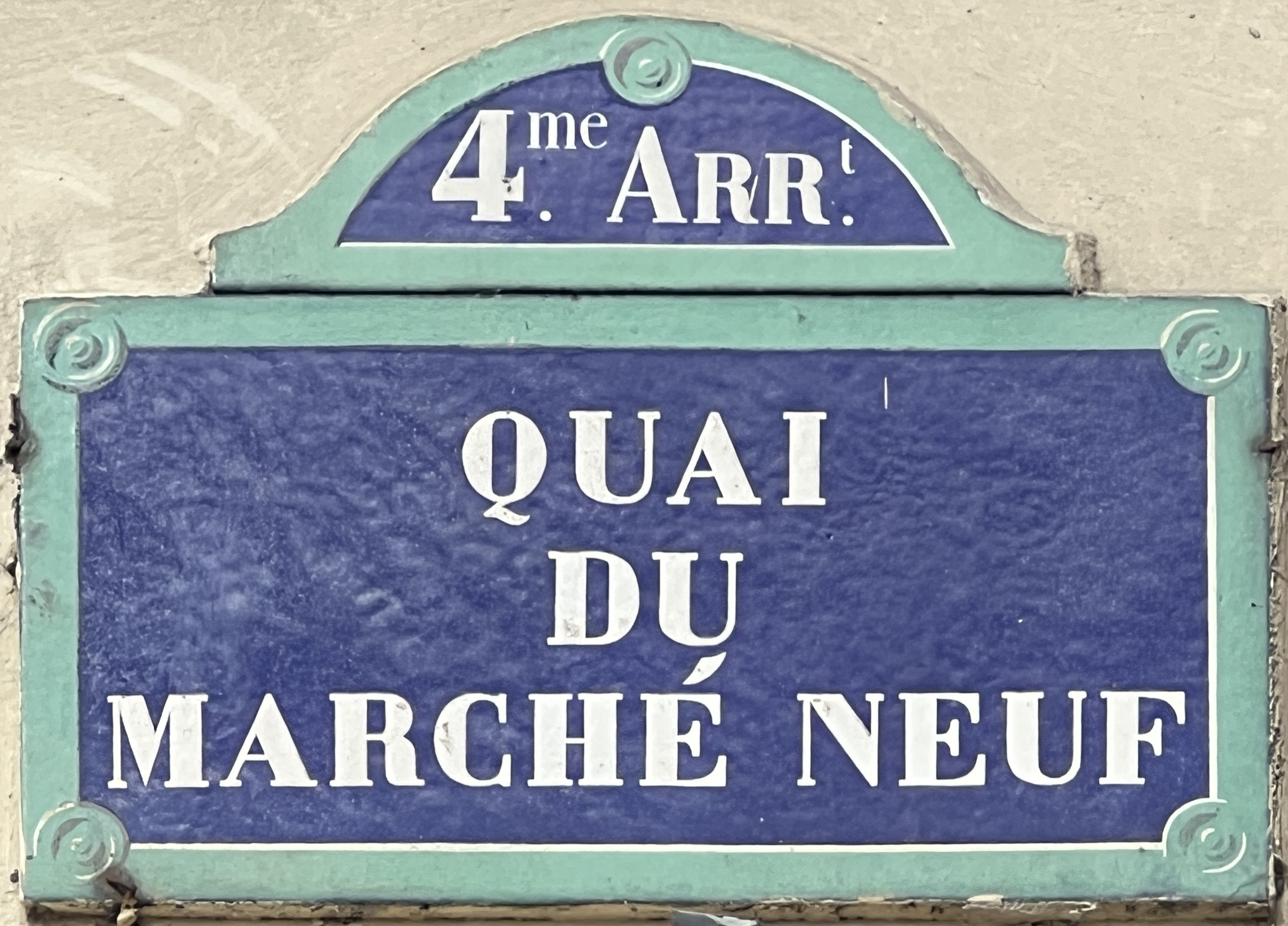
Plaque portant l'ancien nom du quai.

## Bâtiments remarquables et lieux de mémoire
- Côté des numéros pairs :
  - No 2 : entrée des bâtiments de la préfecture de police de Paris (façade sud).

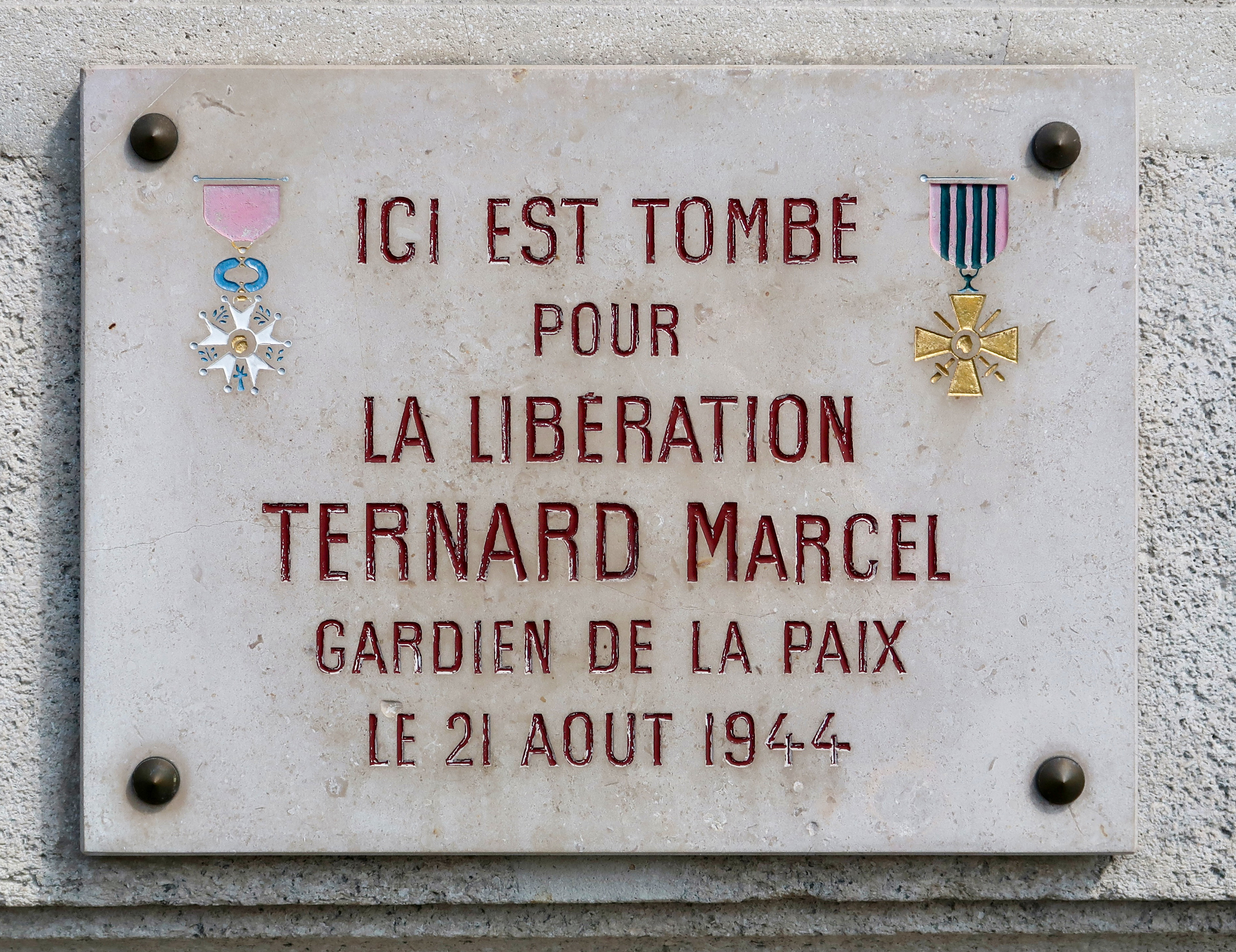
Plaque en hommage à Marcel Bernard, mort pendant la Libération de Paris.
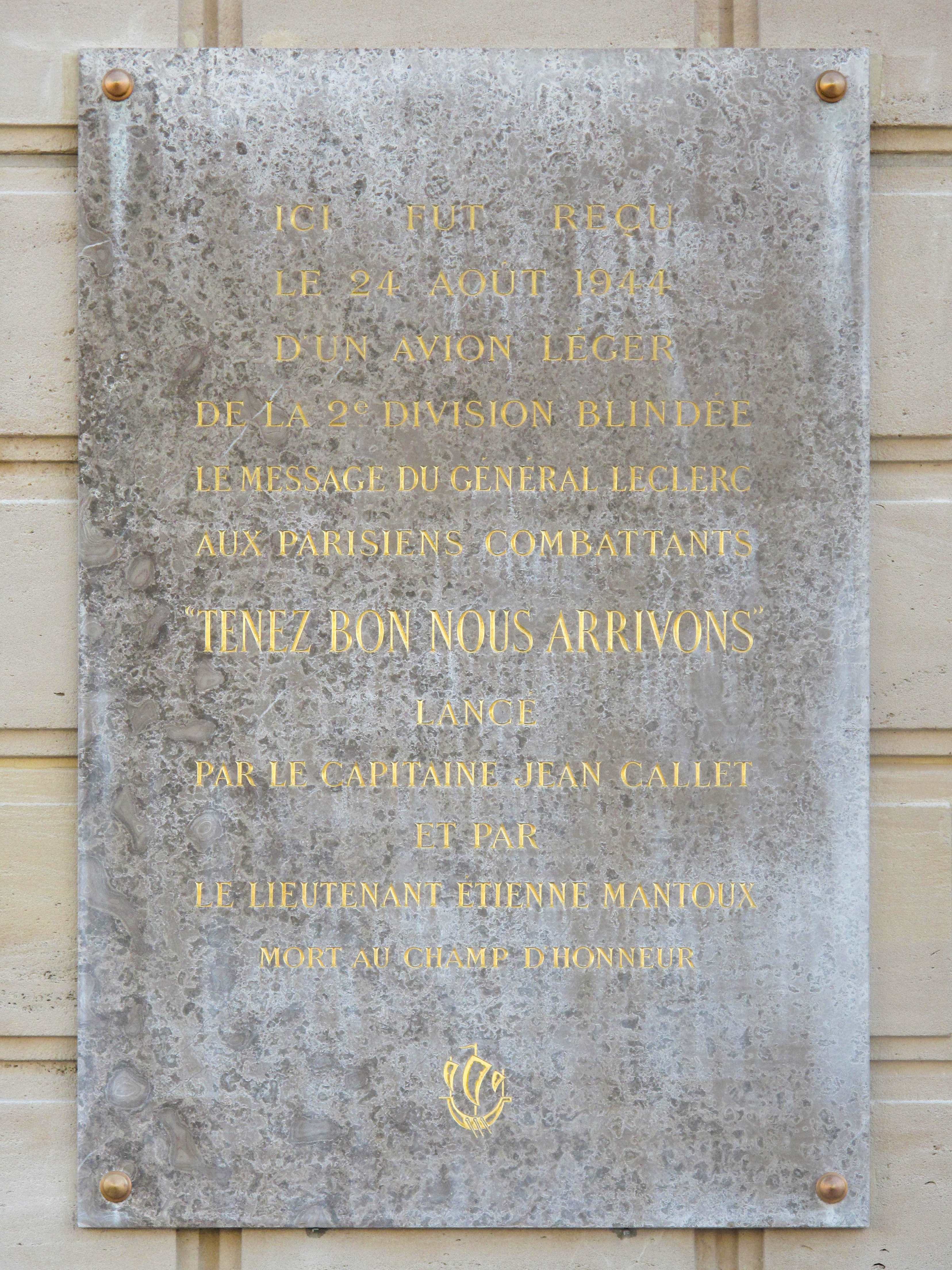
Plaque en hommage à la 2e DB.

- - Nos 4, 6 et 8 : groupes de bâtiments privés. L’immeuble du numéro 8 comporte une autre entrée au 15, boulevard du Palais ; on y trouve la brasserie Au soleil d’or.

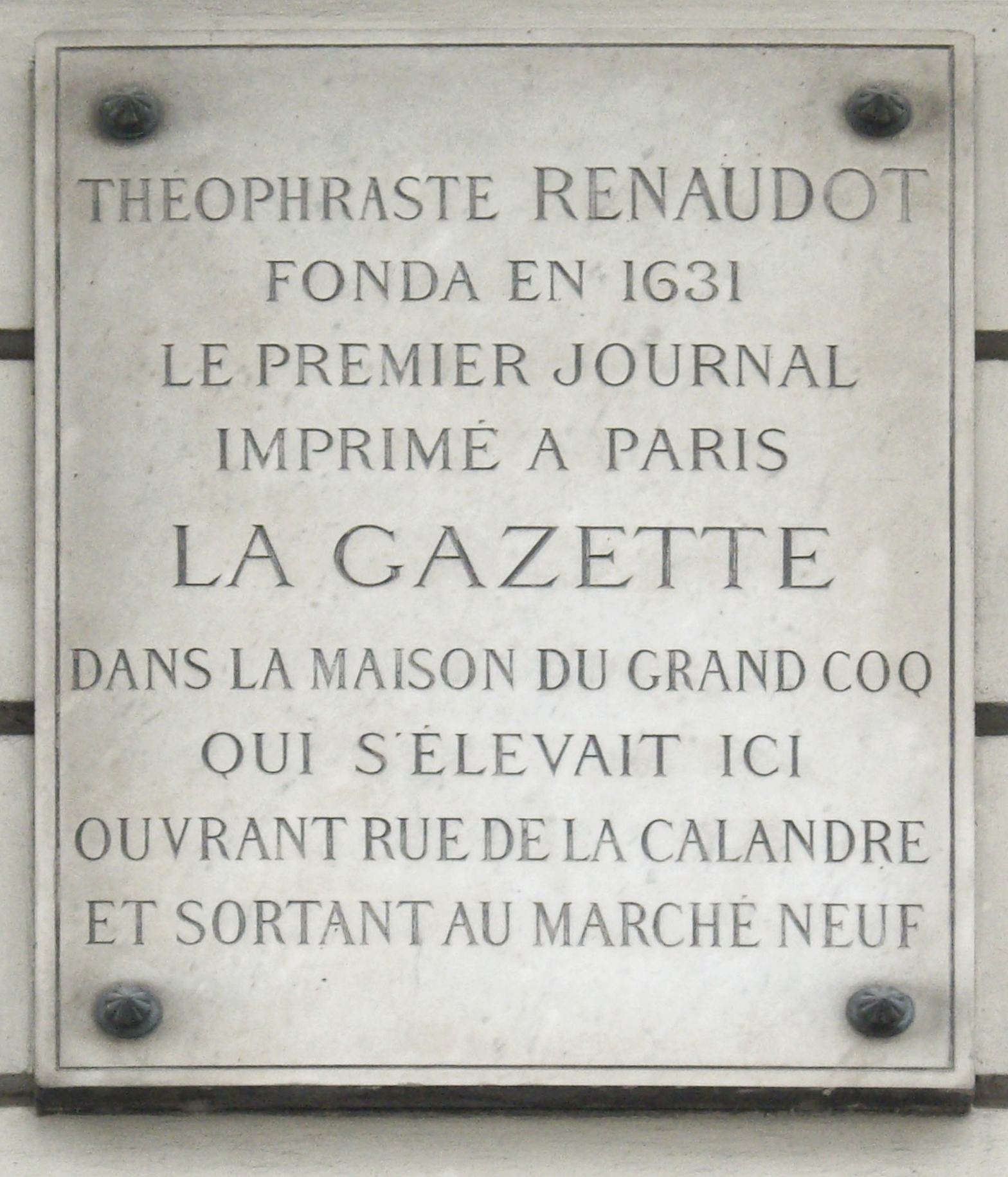
Plaque commémorative apposée au 8, quai du Marché-Neuf, rappelant que Théophraste Renaudot édita sa Gazette dans une maison située à cet emplacement.
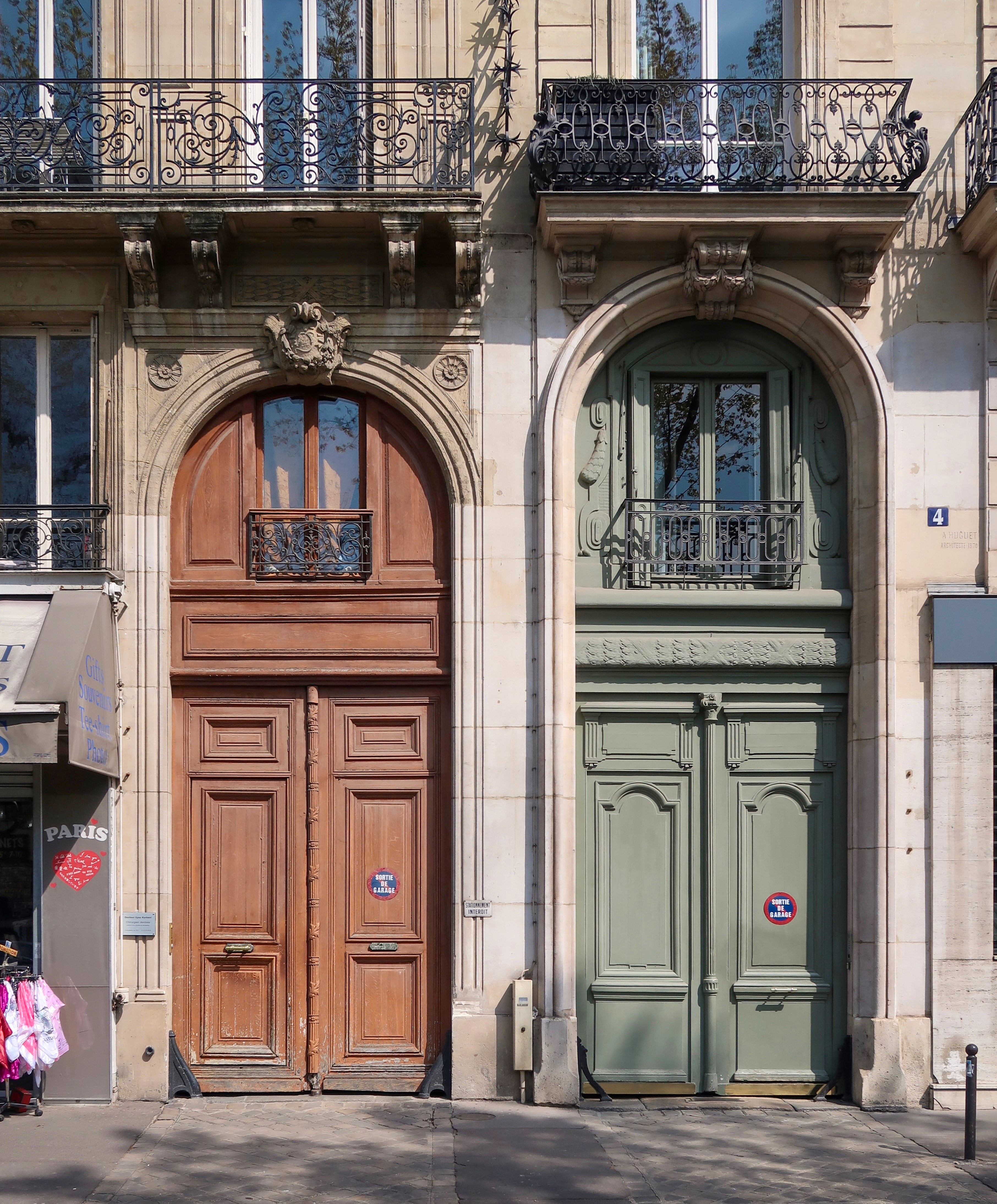
Nos 4-6.

- Côté des numéros impairs :
  - Du côté impair, à l’extrémité du quai du Marché-Neuf, le trottoir s’élargit d’une plateforme permettant d’accéder à un escalier descendant vers les berges de la Seine ; cette plateforme surmonte une porte sur l’eau murée (cette porte est dotée d’un numéro « 30 » incongru).
  - Une plaque commémorative évoquant le massacre du 17 octobre 1961 a été apposée sur le parapet de cette plateforme du quai du Marché-Neuf (parapet parallèle à la Seine), à proximité du pont Saint-Michel. Cette plaque, inaugurée le 17 octobre 2001 en présence de Bertrand Delanoë, maire (PS) de Paris, volée, remplacée puis taguée[12] a dû être remplacée par une plaque en métal.

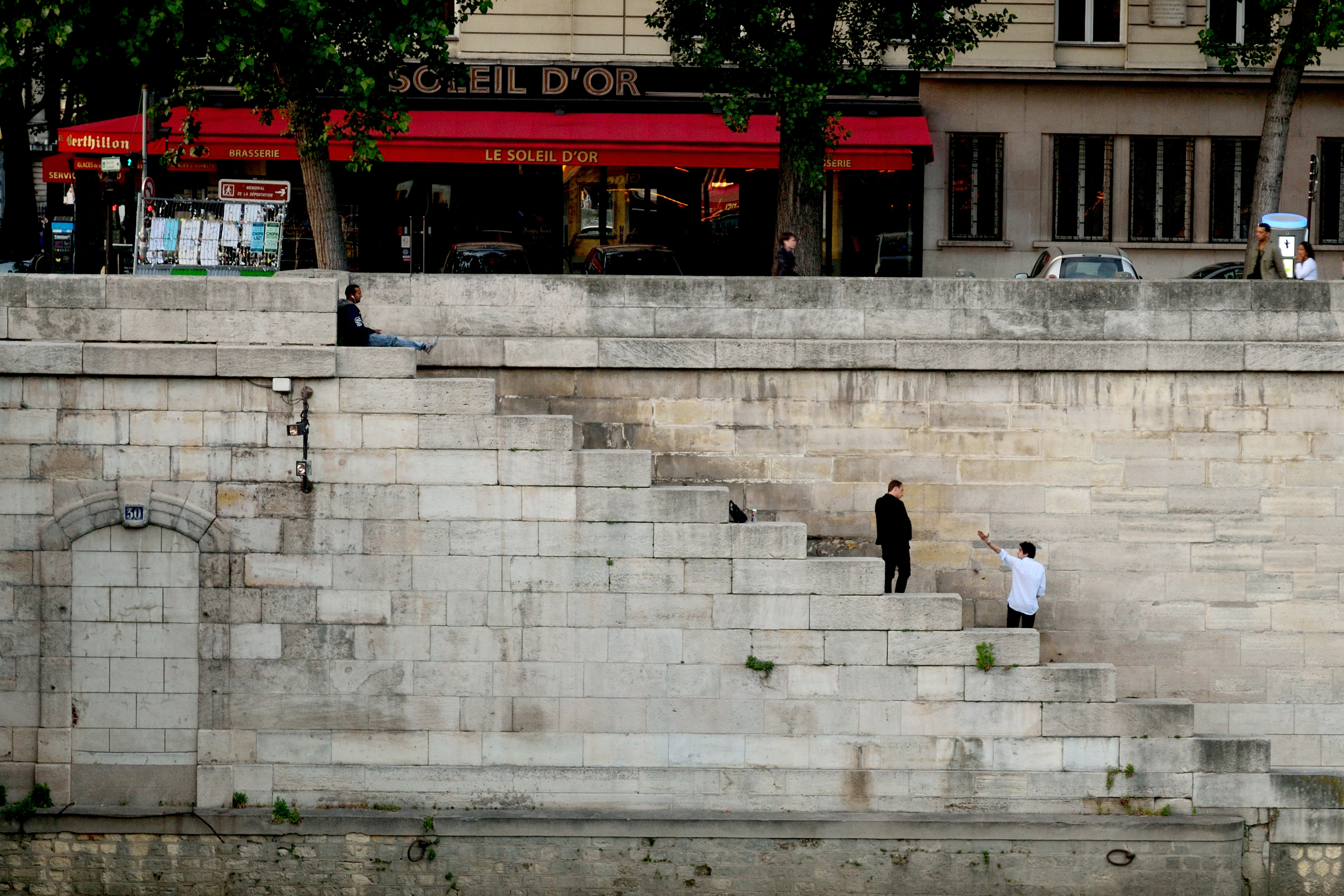
En bout de quai : plateforme et escalier descendant vers les berges de la Seine.
Plaque commémorative du massacre du 17 octobre 1961, dite « du pont Saint-Michel ».